# 亚李、爸爸两个大盗
《亞李、爸爸兩個大盜》是1998年上映的香港電影。鄺文偉導演，黃子華、張達明主演。

## 剧情
黃子華及張達明繼“棟篤笑”之後，鮮有在電影中的合作。七年前曾是古惑圈中人爸爸 (黃子華飾) 因女友提出分手弄至精神崩潰，突萌起打劫念頭；亞李 (張達明飾) 誤信損友，以致投資失敗，為償還貴利之巨債，唯有選擇挺而走險。二人誤打誤撞走在一起，誓要幹一番大事，在準備過程中，卻悟出另一道理，兩個笨賊最後能否成功打劫？

## 演员
| 演员   | 角色            | 备注       |
| 黃子華 | 爸爸/肥佬黎     | 諷刺黎智英 |
| 張達明 | 李家成          | 諷刺李嘉誠 |
| 黎耀祥 | 盧佬            |            |
| 湯盈盈 | Mimi            |            |
| 八兩金 |                 | 客串       |
| 羅蘭   | 女警            | 客串       |
| 雷宇揚 |                 | 客串       |
| 鄒凱光 |                 | 客串       |
| 谷德昭 | 臭屎B/Charles B | 客串       |

## 外部連結
- 開眼電影網上《亚李、爸爸两个大盗》的資料（繁體中文）
- 香港影庫上《亚李、爸爸两个大盗》的資料（繁體中文）
- 时光网上《亚李、爸爸两个大盗》的資料（简体中文）
- 豆瓣电影上《亚李、爸爸两个大盗》的資料 （简体中文）
- 互联网电影数据库（IMDb）上《亚李、爸爸两个大盗》的资料（英文）